# Universidad de Estambul
La Universidad de Estambul (en turco: İstanbul Üniversitesi) fue fundada como una institución de educación superior llamada Darülfünun (Casa de las múltiples ciencias) el 23 de julio de 1846; pero la Madraza (Escuela teológica) que fue fundada inmediatamente después de la conquista de Constantinopla por Mehmed II en 1453 es considerada como la precursora de Darülfünun que luego evolucionaría en la actual Universidad.

## Historia
El historiador alemán Richard Honig considera que la historia de la Madraza que luego evolucionaría en Darülfünun y luego en la actual Universidad de Estambul comenzó el 1 de marzo de 1321, durante el reinado de Osmán I en Bilecik.
Los primeros cursos de Física Aplicada moderna se comenzaron a dictar en Darülfünun el 31 de diciembre de 1862, lo que marcó el comienzo de una nueva época, y el 20 de febrero de 1870, la escuela fue renombrada como Darülfünun-u Osmani (Casa Otomana de las Múltiples Ciencias) y reorganizada para conocer las necesidades de la ciencia y la tecnología moderna. En 1874, algunas clases de Literatura, Derecho y Ciencias aplicadas comenzaron a dictarse en los nuevos edificios de Galatasaray Lisesi, donde continuarían regularmente hasta 1881. El 1 de septiembre de 1900, la escuela fue renombrada y reorganizada como Darülfünun-u Şahane (Casa Imperial de las Múltiples Ciencias) con cursos en Matemáticas, Literatura y Teología.
El 20 de abril de 1912, la escuela fue renombrada como İstanbul Darülfünunu (Casa de las Múltiples Ciencias de Estambul), a la vez que el número de cursos se aumentaba y las carreras se modernizaban con el establecimiento de las escuelas de medicina, derecho, ciencias aplicadas (física, química, matemáticas), literatura y teología.
Doce años más tarde, el 21 de abril de 1924, la República de Turquía reconoció a İstanbul Darülfünunu como una escuela estatal, y el 7 de octubre del año siguiente, fue reconocida la autonomía administrativa de la institución, mientras que las escuelas (antes parte del viejo sistema de Madrazas) se convirtieron en modernas "facultades".
El 1 de agosto de 1933, İstanbul Darülfünunu fue reorganizada como İstanbul Üniversitesi (Universidad de Estambul) siguiendo la reforma educacional de Atatürk. Las clases comenzaron oficialmente el 1 de noviembre de 1933, en "la primera universidad moderna" de la República de Turquía

## Actualidad
La universidad actualmente cuenta con diecisiete facultades en cinco campus. El principal se encuentra en la plaza de Beyazıt en Estambul, que fue conocida como el Forum Tauri durante el periodo romano. Posee un equipo de 2.000 profesores, 4.000 asistentes y un equipo juvenil. Más de 60.000 estudiantes en pregrado y de 8000 en posgrado siguen los cursos dictados por la Universidad todos los años.